# پارلمان ادیان جهان
پارلمان ادیان جهان با نام اختصاری (CPWR) بستری برای برگزاری همایش‌های بین‌المللی در حوزه گفتگو و تعامل ادیان است. ایده اولیه پارلمان ادیان به سال ۱۸۹۳م بازمی‌گردد که در این سال شهر شیکاگو میزبان نمایشگاه بین‌المللی با موضوع فرهنگ بود. یکی از برنامه‌های حاشیه‌ای، پارلمان جهانی ادیان بود که به پیشنهاد و ابتکار فردی به نام «چارلز کارول بونی» مطرح شد و تبدیل به بزرگ‌ترین کنگره نمایشگاه شد. «جان هنری برانکارد»، به‌عنوان نخستین رئیس کمیته عمومی پارلمان ادیان در همان سال منصوب شد.

## تاریخچه
پارلمان ادیان جهان با نام اختصاری (CPWR) بستری برای برگزاری همایش‌های بین‌المللی در حوزه گفتگو و تعامل ادیان است. ایده اولیه پارلمان ادیان به سال ۱۸۹۳ بازمی‌گردد که در این سال شهر شیکاگو میزبان نمایشگاه بین‌المللی با موضوع فرهنگ بود؛ بنابراین بسیاری از مردم سراسر جهان به شیکاگو آمده بودند تا در این مراسم شرکت کنند. در حاشیه این واقعه بین‌المللی بسیاری از کنفرانس‌های کوچک‌تر با عناوین کنگره یا مجلس به‌عنوان بخش جنبی طراحی شدند. یکی از برنامه‌های حاشیه‌ای، پارلمان جهانی ادیان بود که به پیشنهاد و ابتکار فردی به نام «چارلز کارول بونی» مطرح شد و تبدیل به بزرگ‌ترین کنگره نمایشگاه شد. «جان هنری برانکارد»، به‌عنوان نخستین رئیس کمیته عمومی پارلمان ادیان در همان سال منصوب شد.

## دوره‌های پارلمان

### نشست ۱۸۹۳

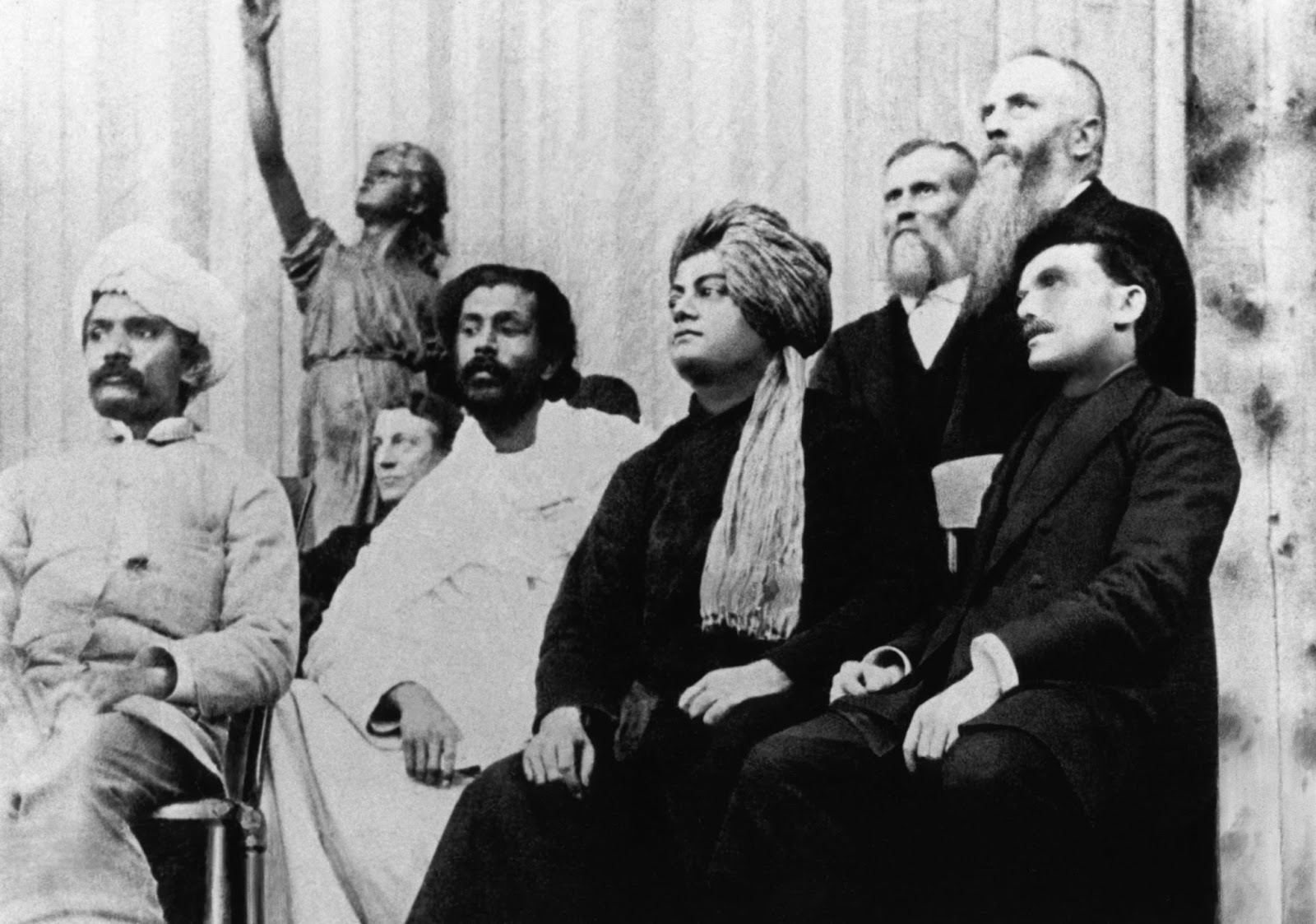
پلت فرم پارلمان مذاهب در سپتامبر ۱۸۹۳..

پارلمان ادیان در ۱۱–۲۷ سپتامبر ۱۸۹۳ در ساختمانی که اکنون ساختمان «مؤسسه هنر شیکاگو» است، افتتاح شد. «محمد الکساندر راسل وب» آمریکایی انگلیسی‌تبار تازه‌مسلمان به‌عنوان نماینده مسلمانان در پارلمان ادیان پذیرفته شد. واعظ بودایی «آناگاریکا دارما پالا»۳ نماینده طیف «جنوب بودیسم» یا همان آسیای جنوب شرقی، «جین ویرچاند گاندی» به‌عنوان نماینده آئین «جین» و سوامی «ویوکاناندا»، راهب هندو به‌عنوان نماینده هندوئیزم به پارلمان دعوت شده بود. سخنرانی وی در افتتاحیه با بازتاب گسترده‌ای در رسانه‌های ایالات‌متحده مواجه شد. جمله اول سخنرانی‌اش «خواهران و برادران امریکایی‌ام» که در ۱۱ سپتامبر و در افتتاحیه همایش ایراد شد بارها مورد استناد قرار گرفت. از آن زمان سیاست رویکرد آمریکا به نحله‌های هندوئیزم آغاز شد و موجی از صدها سخنرانی و نشست به همراه انتشار اصول فلسفه هندوئیزم در آمریکا، انگلستان و اروپا برگزار گشته، پس از چندی جوامع هندوئیزم در آمریکا و انگلستان تأسیس شد. ویوکاناندا بعد از این به چهره‌ای کلیدی در معرفی فلسفه هند ودانتا و یوگا به جهان غرب تبدیل شد و با فعالیت‌های تبلیغی خود، هندوئیزم را به‌عنوان آیینی جهانی در اواخر قرن ۱۹ به مردم غرب معرفی کرد.

### ۱۹۹۳
همایش پارلمان ادیان در هتل «پالمر هاوس» در شیکاگو برگزار شد. بیش از ۸۰۰۰ نفر از سراسر جهان، در آن شرکت داشتند. از افراد تأثیرگذار این همایش «جرالد بارنی» از مؤسسه «میلینیوم» بود که در مورد وضعیت محیط زیست و نقش ادیان سخنرانی کرد. این نشست، بیانیه‌ای به نام «به سوی اخلاق جهانی» منتشر کرده، همچنین کتاب «مرجع جامعه ادیان» در اختتامیه مراسم رونمایی شد؛ کتابی که به عنوان متن درسی در دانشکده‌های مطالعات ادیان تبدیل شد. برخلاف بسیاری از کتاب‌های معرفی دینی هر عنوان از این کتاب توسط یکی از پیروان ادیان مختلف نوشته شده‌است. دالایی‌لاما و کاردینال «جوزف برناردن» در مراسم اختتامیه این مراسم آن را بیشتر معرفی کردند.

### ۱۹۹۹
همایش پارلمان ادیان در کیپ تاون آفریقای جنوبی با بیش از ۰۰۰‚۷ نفر از ۸۰ کشور برگزار شد. مراسم افتتاحیه پارلمان با نمایشی از ایدز و تهدید بین‌المللی آن در منطقه آفریقای جنوبی آغاز شد و بر نقش سنت‌های دینی و معنوی در مواجهه با مشکلات مهم جهان تأکید کرد. این رویداد با برگزاری صدها پنل، سمپوزیوم و کارگاه آموزشی، مراسم عبادی از نماز و مراقبه ادامه یافت. پارلمان مجمع بیانیه‌ای را نیز منتشر کرد که در آن دین، دولت، مراکز تجاری، آموزش و پرورش و رسانه‌ها را به ایفای نقش سازنده خود در تعامل با ادیان با هدف نقش‌آفرینی در قرن آینده، فراخواند. ۳۰۰ طرح پیشنهادی مشترک بین ادیانی نیز توسط هیئت‌های شرکت‌کننده در مراسم پیشنهاد شد.
ساختمان Good Hope Center مرکز فعالیت‌های این نهاد بود و ۱۸ سازمان بین‌المللی نیز در این دوره به برگزاری کارگاه و پنل پرداختند. برای پارلمان ۱۹۹۹ بیش از ۸۰۰ برنامه، اعم از سخنرانی، سمینار، میزگرد، مناظره، تظاهرات، موسیقی و غیره برگزار شد. جلسات کاری و ارائه مقالات در ۵۰ مکان مختلف در نظر گرفته شده بود و مراسم دعای روزانه به روایت یکی از ادیان برگزار می‌شد.
نلسون ماندلا سخنران شاخص افتتاحیه بود و دالایی لاما (رهبر معنوی و تبعیدی تبت) در نشست اختتامیه سخنرانی کرد. نلسون ماندلا در سخنرانی خود به بیش از ۳ هزار شرکت‌کننده گفت: «مذهب نقشی حیاتی در کمک به بشریت برای مواجه شدن با چالش‌های فراوان قرن ۲۱ ایفا خواهد کرد. ما باید به اعماق چاه‌های اعتقاد بشری برسیم. در زمان آپارتاید، این مؤسسات دینی مسیحی، اسلامی و هندو بودند که زمین خریدند، مدرسه ساختند و حقوق معلمان را پرداختند. شما باید در زندان‌های آفریقای جنوبی زمان آپارتاید حضور داشتید تا ظلم و خشونت بشر نسبت به یکدیگر را نظاره کنید. رهبران دینی بودند که به ما امید دادند. بسیاری به خاطر کمک مؤسسات دینی با تحصیلات عالی از زندان آزاد شدند. ما باید به منابع معنوی دین توجه کنیم. دین می‌تواند به جامعه برای رهایی از بیگانگی، سوء استفاده از زنان، کودکان و جلوگیری از گسترش ایدز یاری رساند.»
یکی دیگر از برنامه‌های پارلمان ادیان به نام «منطقه شش» (District Six) بود. این نام منطقه‌ای در کیپ تاون است که پارلمان نیز در آن برگزار شد. تا سال ۱۹۶۰ این منطقه محل زندگی هزاران سیاه‌پوست آفریقایی بود. دولت آپارتاید به خاطر نزدیکی آن به شهر، احساس تهدید کرده و ساکنان را از آن بیرون کرد و در دشتی که در معرض بادهای شدید است، سکنی داد. در این بخش، تعدادی از ساکنان قدیم این ناحیه به بیان خاطرات خود از پرداختند.

### ۲۰۰۴
همایش پارلمان ادیان در این سال مصادف با «همایش جهانی فرهنگ» Universal Forum of Cultures برگزار شد. در سال ۲۰۰۴ بیش از ۹۰۰‚۸ نفر به دلیل برگزاری این همایش در بارسلونا اسپانیا حضور داشتند. در این سال پارلمان اهداف خود را در چهار محور متمرکز کرده بود: ۱-کاهش خشونت با انگیزه‌های مذهبی ۲- دسترسی به آب سالم ۳- سرنوشت پناهندگان در سراسر جهان ۴- از بین بردن بدهی خارجی در کشورهای در حال توسعه. از حضار خواسته شد تا متعهدانه بر روی یکی از این مسائل فعالیت کنند و اطلاع‌رسانی نمایند.

### ۲۰۰۷
همایش مونتری ۲۰۰۷ بخشی جانبی «همایش جهانی فرهنگ» Universal Forum of Cultures در همان سال بود.

### ۲۰۰۹
در سال ۲۰۰۹ ملبورن استرالیا ۳–۹ دسامبر میزبان پارلمان ادیان جهان بوداین بار همایش بیش از ۶۰۰۰هزار نفر را در خود جای داده بود و مسائل مربوط به بومیان، پایداری و تغییر جهانی آب و هوا از نقطه نظر معنویات بومیان مورد ارزیابی قرار گرفت. مسائل زیست‌محیطی و معنویت جوانان از زمینه‌های گفتگوها بودند. حمایت و تقویت «جوامع دینی و معنوی» بومی، تسهیل همکاری بین بت‌پرستان، یهودیان، مسیحیان، بهائیان، جین‌ها، مسلمانان، بوداییان، سیک‌ها و هندوان به‌عنوان پاسخی در برابر افراط گرایی مذهبی و تروریسم و مقابله با خشونت مورد تأکید قرار گرفت.

### ۲۰۱۴
در سال ۲۰۱۱، پارلمان ادیان جهان اعلام کرد که در سال ۲۰۱۴ پارلمان در بروکسل بلژیک است اما در نوامبر ۲۰۱۲، بروکسل و پارلمان ادیان اعلام کردند که به دلیل بحران مالی اروپا، بروکسل قادر به تأمین منابع مالی مورد نیاز برای میزبانی نیست.

### ۲۰۱۵
۹ سپتامبر ۲۰۱۴، اعلام شد که همایش آینده در سالت لیک سیتی، ایالت یوتای آمریکا از ۱۵–۱۹ اکتبر ۲۰۱۵ برگزار می‌شود.

### ۲۰۱۸
برنامه آتی این پارلمان در ۱ تا ۷ نوامبر ۲۰۱۸ در تورنتوی کانادا برگزار شد.

### ۲۰۲۱
برخی از سخنرانان این برنامه دالای لاما، استیو سروویتز، شیرین عبادی، کارن آرمسترانگ و آنجلینا دیلبرتو بوده اند.
می طاهرزاده یکی از فیلمسازانی است که برنده جایزه بوده، و جدیدترین فیلم او Mercy’s Blessing امسال به پارلمان ادیان جهان معرفی شد. طاهرزاده می گوید: چگونه یک فیلم در عین سرگرم کننده بودن میتواند الهام‌بخش و آموزنده هم باشد.